# Пока не сыграл в ящик
«Пока не сыграл в ящик» (англ. «The Bucket List») — фильм 2007 года режиссёра Роба Райнера, снятый по сценарию Джастина Зэкхама. В центре сюжета — двое неизлечимых больных раком (герои Николсона и Фримена), желающие перед смертью выполнить все желания из составленного ими списка.

## Сюжет
Миллиардер и владелец сети больниц Эдвард Коул (Джек Николсон) когда-то заявил, что в его учреждениях принципиально не будет одиночных боксов. Теперь, попав в собственный госпиталь с безнадёжным диагнозом, он вынужден делить палату с Картером Чемберсом (Морган Фримен), простым чернокожим автомехаником, правда, очень начитанным и эрудированным. Картер — глава многочисленного и дружного семейства, он окружен вниманием искренне любящих его близких. Мизантропа Эдварда посещает только его личный помощник. Поставленные перед необходимостью всё же как-то общаться друг с другом, товарищи по несчастью постепенно сближаются.
Однажды Чемберс приходит к мысли составить список того, что ему хотелось бы сделать за оставшийся ему срок (англ. bucket list, что и обыграно в названии фильма). Узнав о том, что ему остаётся жить меньше года, Картер выбрасывает жёлтый бумажный лист со списком, но на следующее утро его в мусорном ведре обнаруживает Коул, которому врачи также предрекают не более полугода жизни. Внимательно изучив составленный соседом перечень, Эдвард предлагает ему вместе реализовать свои мечты. Он добавляет в список различные, на его взгляд, «весёлые вещи» (к примеру, прыжок с парашютом) и обещает полностью профинансировать все мероприятия. Несмотря на протесты жены, Чемберс соглашается.
Вдвоём они путешествуют по миру, посещая египетские пирамиды, Тадж-Махал, Великую Китайскую стену, Гималаи и постепенно вычёркивая на жёлтом листе пункт за пунктом. На вершине пирамиды Хеопса Эдвард рассказывает Картеру, что много лет назад поссорился с дочерью, когда нанял людей «позаботиться» об избивающем её муже. По возвращении на родину Чемберс пытается уговорить Коула встретиться с дочерью, но тот лишь выходит из себя.
Чемберс возвращается в семью, но ненадолго — тем же вечером, после семейного ужина, его увозят в больницу, где он умирает на операционном столе. После этого Эдвард, выполняя посмертную просьбу друга, всё-таки мирится с дочерью и впервые видит свою внучку (зачеркнув очередную строчку: «Поцеловать самую красивую девушку в мире»). На похоронах Чемберса Коул признаётся, что, хотя всего три месяца назад они не были знакомы, последние месяцы жизни Картера стали лучшими месяцами его, Эдварда, жизни. Только здесь, провожая Картера, Коул считает себя вправе вычеркнуть в списке предпоследнее желание: «Сделать добро незнакомому человеку».
Сам Эдвард умирает через несколько месяцев. В финале фильма помощник Коула, выполняя его завещание, поднимается на высочайшую гору в североамериканских Кордильерах, чтобы оставить на вершине банку из-под кофе с прахом своего шефа. Поместив её в ящичек рядом с уже стоящей там банкой с прахом Чемберса, он оглядывается на заснеженные вершины и вычёркивает единственный оставшийся на листе жёлтой бумаги пункт: «Стать свидетелем чего-то действительно грандиозного».

## В ролях
| Актёр           | Роль                 |
| --------------- | -------------------- |
| Джек Николсон   | Эдвард Бэрримен Коул |
| Морган Фримен   | Картер Чемберс       |
| Шон Хейс        | Томас                |
| Беверли Тодд    | Вирджиния Чемберс    |
| Роб Морроу      | доктор Холлинс       |
| Альфонсо Фримен | Роджер Чемберс       |
| Ровена Кинг     | Анджелика            |

## Саундтрек
Альбом фильма от Varèse Sarabande был выпущен 15 января 2008 года совместно с композитором Марком Шейманом. Оригинальный альбом для фильма, а также выбор недавно записанных тем из последних работ Шеймана, включая Городские пижоны, Саймон Бирч, The Addams Family, Мать, Норт, Sleepless in Seattle, South Park: Bigger Longer & Uncut, Мистер субботний вечер, и Stuart Saves His Family. В нём также представлена переработанная версия James Bond «Goldfinger» (под названием «Printmaster»), с собственным голосом и лирикой Шеймана, в которой он обманывает привычку индустрии отслеживать музыку в сценах, которым они не принадлежат.
В полный список из 23 песен входят следующие треки:
1. Hospital Hallway (from the movie)
2. Like Smoke through a Keyhole (from the movie)
3. Best in L.A. (from the movie)
4. Really Bad News (from the movie)
5. Milord — Édith Piaf (from the movie)
6. Hotel Source (from the movie)
7. Did You Hear It? (from the movie)
8. Flying Home (from the movie)
9. Homecomings (from the movie)
10. Life and Death (from the movie)
11. The Mountain (from the movie)
12. End Credits (from the movie)
13. Theme from The American President («A Seed of Grain»)
14. Theme from City Slickers
15. Theme from Simon Birch
16. Theme from The Addams Family
17. Theme from Mother
18. Theme from North
19. Sleepless in Seattle / A Wink and a Smile
20. South Park: Bigger Longer & Uncut/«Blame Canada»
21. Theme from Mr. Saturday Night
22. «Printmaster» (After John Barry's «Goldfinger»)
23. Theme from Stuart Saves His Family («What Makes a Family»)

Песня Джона Мейера «Say» не включена в саундтрек к альбому Bucket List, но включена в переиздание третьего альбома Мейера «Continuum».

## Награды и номинации
- 2009 — номинация на приз Японской киноакадемии за лучший иностранный фильм.
- 2009 — номинация на премию «Грэмми» за лучшую песню, написанную для кино или телевидения (Джон Мейер, песня «Say»).